# Gammiella koningsbergeri
Gammiella koningsbergeri är en bladmossart som beskrevs av Benito C. Tan och Jia Yu 1999. Gammiella koningsbergeri ingår i släktet Gammiella och familjen Sematophyllaceae. Inga underarter finns listade i Catalogue of Life.